# Сигмундур Давид Гунлаугсон
Сигмундур Давид Гунлаугсон (исл. Sigmundur Davíð Gunnlaugsson; Рејкјавик, 12. март 1975) је исландски политичар и бивши премијер Исланда од 2013. године до 2016. године. Такође је председник Напредне странке Исланда од 2009. године до 2016. године.
Има диплому из економије и политичких наука. Изабран је за председника Напредне странке 18. јануара 2009. године са 40,9% гласова чланова странке, победивши Хоскулдура Торхалсона (37,9%). Дана 17. маја 2013. године исландски медији су известили да је Сигмундур Давид, постао нови премијер Исланда, а лидер Независне странке, Бјарни Бенедиктсон, је заузео позицију министра финансија. Он је најмлађи премијер у историји Исланда и најмлађи светски демократски изабран шеф владе. Ожењен је и има једно дете.
Поднео је оставку у склопу афере Панамски папири.